# Zoltán Kammerer
Zoltán Kammerer (* 10. března 1978, Vác, Maďarsko) je maďarský rychlostní kanoista. Je držitelem tří zlatých a jedné stříbrné olympijské medaile. Zúčastnil se pěti olympijských her. Je též trojnásobným mistrem světa.